# Тарасівка (Ташанська громада)
Тара́сівка — село в Україні, в Бориспільському районі Київської області. Населення становить 192 особи. Входить до складу Ташанської сільської громади.

##### Історія
На мапі Шуберта 1868 року села немає, є овеча ферма.

## В складі Ташанської сільської громади
Тарасівка увійшла до складу Ташанської громади 25 жовтня 2020 року. Село входить до Улянівського старостинського округу. У селі функціонує фельдшерський пункт, клуб та крамниця. Навчальні заклади відсутні, дітей підвозять до Полого-Вергунівського ліцею. В 2023 році проведено капітальний ремонт вуличного освітлення, встановлено дитячий майданчик, проведено висипку щебенем вулиці Підгірної. Проведено асфальтування під'їзду до кладовища.